# Франческо Саверіо Нітті
Франческо Саверіо Нітті (італ. Francesco Saverio Nitti; нар. 19 липня 1868, Мельфі — пом. 20 лютого 1953, Рим, Італія) — італійський політик та державний діяч, міністр сільського господарства, промисловості та торгівлі у 1911—1914 роках, прем'єр-міністр Італії у перші роки після Першої світової війни (23 червня 1919 — 15 червня 1920). Переконаний антифашист.

## Життєпис
Франческо Саверіо Нітті отримав юридичну освіту в Неапольському університеті імені Фрідріха II. Після закінчення університету працював журналістом в газетах «Gazetta piemontese» і «Corriere di Napoli».
У 1891 році ниття видає книгу «Il socialismo cattolico». У цій праці Франческо Нітті зазначив деяку схожість між соціалізмом і системою цінностей католицизму.
У 1892 році Нітті був викладачем політичної економії. У 1898 році став професором фінансів Неаполітанського університету.
Давній член партії «Вкрай ліва», в 1904 році Нітті став депутатом парламенту Італії від її наступниці, радикальної партії. У період з 1911 по 1914 рік він був міністром сільського господарства, торгівлі і промисловості в кабінеті Джованні Джолітті, а в 1917 році отримав портфель міністра фінансів в кабінеті Вітторіо Емануеле Орландо, пропрацювавши на цій посаді два роки.
23 червня 1919 року Нітті призначений прем'єр-міністром Італії. У новому кабінеті став також міністром внутрішніх справ. З 20 березня по 21 травня 1920 року виконував також обов'язки міністра колоній. Під час прем'єрства Нітті в Італії були великі соціальні хвилювання в результаті підписання ним Версальського договору, яким чимало італійців були вкрай незадоволені. В результаті 16 червня 1920 року місце прем'єра вже в п'ятий раз зайняв Джованні Джолітті.
Франческо Саверіо Нітті був в жорсткій опозиції до фашизму. У 1922 році він подав заяву про вихід зі складу парламенту в знак протесту проти фашистського уряду Беніто Муссоліні. Після численних збройних дій фашистів, що почалися під час виборів в 1921 році, він емігрував до Швейцарії і оселився в Цюриху. З 1926 року жив у Парижі, де був одним з організаторів антифашистського опору. У 1943 році він був заарештований СС і депортований. У нацистській Німеччині книги Нітті були серед спалюваних.
Нітті повернувся в Італію вже після Другої світової війни і був обраний до Сенату Італії від націонал-демократів, а пізніше від Італійської соціалістичної партії.
Франческо Нітті виступав за нейтралітет країни і був категоричним противником італійського участі в НАТО.
Франческо Саверіо Нітті помер 20 лютого 1953 року в Римі.